# Humedales de Los Arenales
Humedales de Los Arenales este o arie protejată (arie specială de conservare — SAC, sit de importanță comunitară — SCI) din Spania întinsă pe o suprafață de 3.286,48 ha, integral pe uscat.

## Localizare
Centrul sitului Humedales de Los Arenales este situat la coordonatele 41°17′07″N 4°51′33″W / 41.2853°N 4.8591°V.

## Înființare
Situl Humedales de Los Arenales a fost declarat sit de importanță comunitară în februarie 2004 pentru a proteja 2 specii de plante și 2 specii de animale. Situl a fost protejat și ca arie specială de conservare în septembrie 2015.

## Biodiversitate
Situată în ecoregiunea mediteraneană, aria protejată conține 9 habitate naturale: Pseudostepă cu ierburi și specii anuale de Thero-Brachypodietea, Ape puternic oligomezotrofe cu vegetație bentonică cu Chara spp., Păduri de pin mediteraneene cu pini mezogeni endemici, Iazuri temporare mediteraneene, Lacuri eutrofice naturale cu vegetație de tip Magnopotamion sau Hydrocharition, Pajiști umede mediteraneene cu ierburi înalte de Molinio-Holoschoenion, Tufărișuri termo-mediteraneene și de pre-deșert, Pășuni mediteraneene udate de apa mării (Juncetalia maritimi), Salicornia și alte specii anuale care populează regiunile mlăștinoase și nisipoase.
La baza desemnării sitului se află mai multe specii protejate:
- plante (2): Lythrum flexuosum, Marsilea strigosa
- amfibieni (1): Discoglossus galganoi
- pești (1): Achondrostoma arcasii

Pe lângă speciile protejate, pe teritoriul sitului au mai fost identificate 4 specii de plante, 6 specii de amfibieni, 2 specii de mamifere.